# ناحیه حمام قرقور
ناحیه حمام قرقور (به عربی: دائرة حمام قرقور) یک ناحیه در الجزایر است که در استان سطیف واقع شده‌است.